# O Comissário de Polícia
O Comissário de Polícia é um filme de Constantino Esteves do ano de 1953. É baseado em peça homónima. É uma comédia de costumes que narra as aventuras de um Conselheiro com as criadas de casa e que oferece jóias falsas à sua mulher.

## Elenco
- António Silva : Conselheiro Faustino
- Cremilda de Oliveira : D. Maria
- Manuel Santos Carvalho : Pigmaleão Sereno, o comissário de polícia
- Elvira Velez : D.Vicência
- Eugénio Salvador : amanuense
- Igrejas Caeiro : Melchior
- Irene Velez : Arcângela
- Vasco Santana : Rolinho, o ajudante do comissário